# Día Mundial del Vegetarianismo
El  Día Mundial del Vegetarianismo es una jornada que se celebra anualmente el 1 de octubre desde 1977, fue establecida por la Sociedad Vegetariana de Norteamérica en ese mismo año.

## Proclamación
El Día Mundial del Vegetarianismo fue proclamado en 1977 por la Sociedad Vegetariana de Norteamérica (North American Vegetarian Society)para promover el vegetarianismo. Esta proclamación fue respaldada en 1978 por la Unión Vegetariana Internacional (International Vegetarian Union) para darle un alcance global. La iniciativa busca concienciar sobre los beneficios de un estilo de vida vegetariana, motivando a las personas a explorar una alimentación basada en plantas. Este día también da inicio al Mes de Concienciación Vegetariana, que se celebra cada octubre y finaliza el 1 de noviembre con el Día Mundial del Veganismo. El Mes de Concienciación Vegetariana también ha sido conocido como el "Mes de la Reverencia por la Vida" o el "Mes de la Comida Vegetariana", reflejando la variedad de enfoques y actividades que pueden desarrollarse durante este periodo.

## Celebración
Este día se celebra el 1 de octubre de cada año y marca el inicio del Mes de Concienciación Vegetariana. A lo largo del mes, se promueven actividades para fomentar la adopción de un estilo de vida vegetariano, resaltando los beneficios de este en términos éticos, de salud, ambientales y humanitarios. Se realizan eventos como charlas, degustaciones de comida vegetariana, ferias gastronómicas y conferencias, e invitan a la comunidad a participar en actividades que promuevan la comprensión y apreciación de la alimentación sin carne. También se incentiva a las personas que no siguen esta dieta a experimentar un día sin carne para conocer los efectos positivos que puede tener en su vida y en el entorno.